# شهرستان کراسنستاف
شهرستان کراسنستاف (به لهستانی: Powiat Krasnystaw) یک شهرستان در لهستان است که در استان لوبلین واقع شده‌است. شهرستان کراسنستاف ۱٬۰۶۷٫۱۸ کیلومتر مربع مساحت و ۶۹٬۲۷۴ نفر جمعیت دارد.